# The Chosen One
The Chosen One è il quinto album in studio del gruppo metal italiano Destrage, pubblicato nel 2019.

## Tracce
1. The Chosen One – 3:24
2. About That – 4:48
3. Hey, Stranger! – 4:24
4. At the Cost of Pleasure – 4:48
5. Mr. Bugman – 4:13
6. Rage, My Alibi – 4:40
7. Headache and Crumbs – 4:33
8. The Gifted One – 6:47

## Formazione
- Paolo Colavolpe - voce
- Matteo Di Gioia - chitarra
- Ralph Guido Salati - chitarra
- Gabriel Pignata - basso
- Federico Paulovich - batteria